# 盧多戈里耶

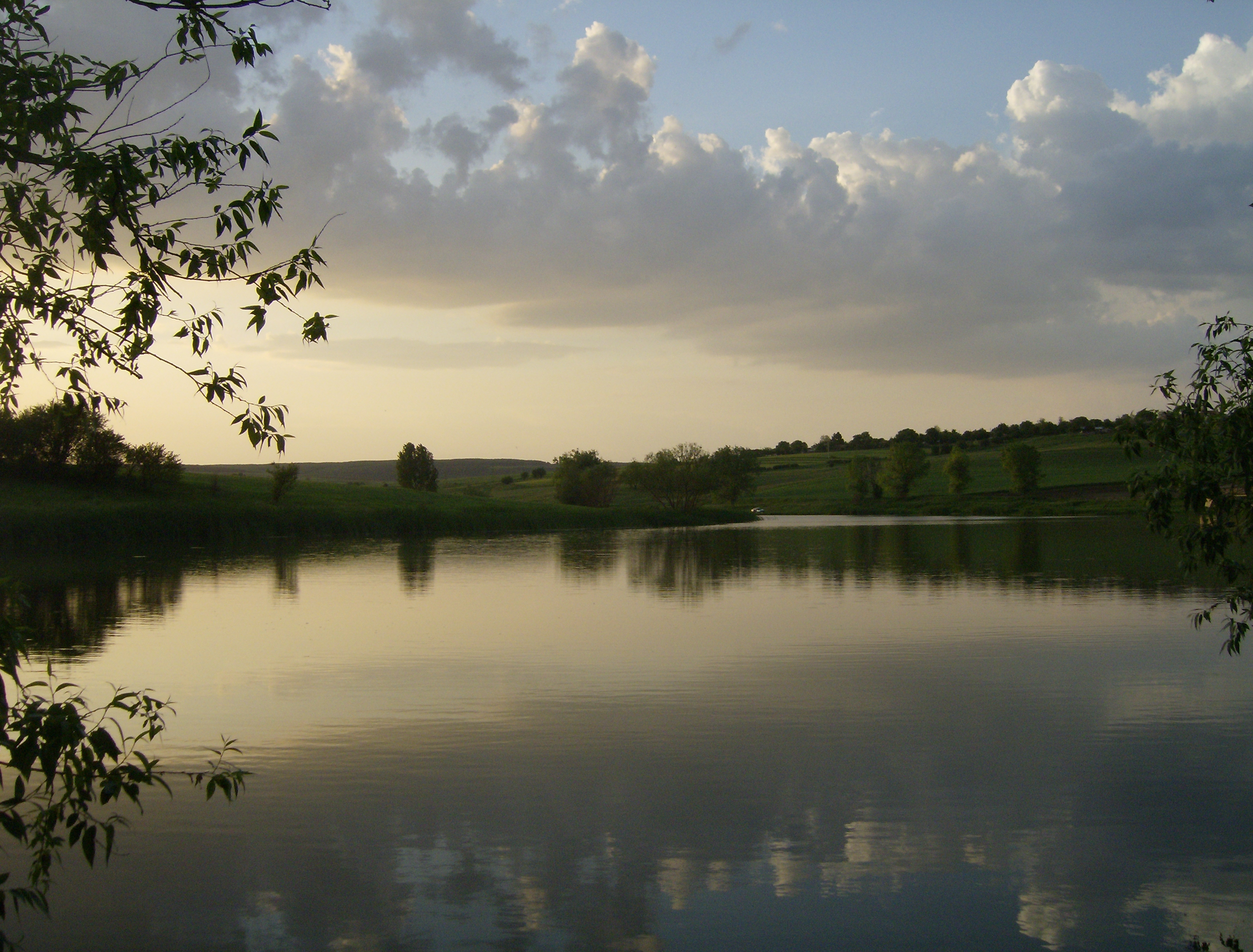
盧多戈里耶地區的日落

盧多戈里耶（保加利亞語：Лудогорие、Лудогорието、Ludogorieto；英語：Ludogorie）或德里奧爾門（保加利亞語：Делиорман；土耳其語、英語：Deliorman，字面意思是「疯狂的森林」）是指保加利亞東北部盧多戈里耶高原上綿延的一個地區。這個地區的主要城鎮包括拉茲格勒、新帕扎爾（Novi Pazar）、普利斯卡（Pliska）、伊斯佩里赫（Isperih）。盧多戈里耶地區是多瑙河平原的一部分，東部多山，最高點接近薩穆伊爾（Samuil），達485.7米，北部接及多布羅加平原及多瑙河，最低海拔位於尤佩爾（Yuper）附近，為39.14米。盧多戈里耶的西面緊接普羅瓦迪亞河（Provadiya River）及魯塞洛姆河（Rusenski Lom），東面則是多布羅加。
盧多戈里耶屬於喀斯特地形，其石灰石來自白堊紀早期，上面覆以黃土，高嶺石、火泥和雲母是其中一些地質結構。氣候屬於溫帶大陸氣候，每年降雨量可達650毫米。盧多戈里耶的地面水資源貧乏，只有一些流量微弱的河流，但地下水儲藏量豐富。
在古代，格塔伊人（Getae）的分支色雷斯人（Thracians）在盧多戈里耶聚居，遺留了一些建築遺址，如前3世紀時期精美的斯韋什塔里色雷斯人墳墓，這個墳墓是聯合國教育、科學及文化組織的世界遺產。到18世紀末，盧多戈里耶被林木覆蓋，與南面巴爾幹山脈的山林連為一體。在保加利亞語及土耳其語裡，盧多戈里耶都解作「野林地區」。近年，盧多戈里耶的林木幾乎完全被耕地取代，只有沃登自然保護區（Voden Reserve）的林木仍保持原狀。
盧多戈里耶是較新的名字，为斯拉夫語对土耳其語「德里奧爾門」（Deliorman）的借譯（保加利亞語：意为“山林”而意为“疯狂的”）。1942年，盧多戈里耶一度被改稱波里希（Polesie），在斯拉夫地名學裡解作「林木之地」，但是這個名字並沒有被廣用。盧多戈里耶的土耳其語名稱在語源和語義上都與羅馬尼亞南部特列奧爾曼縣（Teleorman）的名稱相似。
盧多戈里耶大部分地區都在拉茲格勒州境內，西部部分地區屬於魯塞州，人口主要由保加利亞人、羅姆人及土耳其人。盧多戈里耶的塗油摔角手屢獲殊榮，包括科賈·優素福（Koca Yusuf）、海爾蓋萊吉·易卜拉欣（Hergeleci Ibrahim）及庫爾特德雷特·穆罕默德（Kurtdereli Mehmet）。
南極洲南設得蘭群島利斯文頓島（Livingston Island）的盧多戈里耶峰（Ludogorie Peak）以此命名。

## 註腳
1. ↑  Károly Kocsis. . Geographical Research Institute. 2007年: 第101頁. ISBN 9639545139 （英语）.
2. ↑  Victor Fet、Alexi Popov. . Springer. 2007年: 第494頁. ISBN 1402044178 （英语）.
3. ↑  Organizat︠s︡ii︠a︡ na evreite v Bŭlgarii︠a︡ "Shalom.". . The Organization. 1978年: 第37頁 （英语）.
4. ↑  Firefly Books. . Firefly Books. 2009年: 第234頁. ISBN 1554074630 （英语）.
5. ↑  . SCAR-MarBIN Portal. http://www.scarmarbin.be/gazetteer.php?p=details&id=14472.   [2010-05-14]. （原始内容存档于2016-03-11） （英语）. 外部链接存在于|publisher= (帮助)

## 外部連結
- （保加利亚文） Ludogorie.org （页面存档备份，存于），盧多戈里耶文化教育組織。
- （保加利亚文） Razgrad and the Ludogorie （页面存档备份，存于），網上新聞門戶。